# Blepharita anilis
Blepharita anilis là một loài bướm đêm trong họ Noctuidae.